# Diamesa nivoriunda
Diamesa nivoriunda är en tvåvingeart som först beskrevs av Fitch 1847.  Diamesa nivoriunda ingår i släktet Diamesa och familjen fjädermyggor. Inga underarter finns listade i Catalogue of Life.